# Aliaxieï Jygalkovitch
Aliaxieï Aliaxandravitch Jygalovitch (en biélorusse : Аляксей Аляксандравіч Жыгалковіч) est un chanteur biélorusse, né le 18 avril 1996 à Minsk.
Il est le second biélorusse à remporter le Concours Eurovision de la chanson junior en 2007, avec la chanson С друзьями (« Avec des amis ») en russe. Il remporte le concours avec seulement un point d'avance sur le candidat arménien.